# Skrbeň
Skrbeň – miejscowość i gmina (obec) w Czechach, w kraju ołomunieckim, w powiecie Ołomuniec. W 2022 roku liczyła 1160 mieszkańców.
Pierwsza wzmianka o miejscowości pochodzi z 1174 roku. Z miejscowości wywodzi się ród szlachecki Skrbeńskich z Hrziszcza.